# Тайлер Шилдс
Тайлер Шилдс — американський професійний фотограф. Він розпочав свою кар'єру у 2002 році розміщенням провокуючих та епатажних відео-портретів і фотографій на MySpace.

## Біографія
Народився та у Джексонвіллі, Флорида, 29 квітня 1982 року. Його батько став інвалідом після тяжкого удару, коли Тайлеру було 15. З того часу він переїхав до Лос-Анджелеса, Каліфорнія, де і зараз мешкає та працює.

## Виставки
Виставка «Життя не казка» («Life Is Not a Fairytale»), представлена у Лос-Анджелесі — одна з найвідоміших робіт фотографа. Для неї він «зібрав» кров в більше ніж 20 знаменитостей.
Популярність фотографа росте у геометричній прогресії через оригінальність та шокуючу відвертість його фотосесій. Майже всі його роботи містять безліч пролитої крові.
Шилдс був названий «улюбленим фотографом» Голлівуду за версією «Дейлі Мейл» («Daily Mail») та «уславленим» за весрією «Селебріті Базз» («Celebrity Buzz»)
Вебсайт 29-річного Тайлера Шилдса є одним з найвідвідуваніших офіційних вебсайтів фотографів в мережі Інтернет. Ціни на його фотографії варюються від 5 до 40 тисяч доларів. Але, він не знімає топ-моделей та супер-зірок для відомих видань. Тайлер працює з акторами серіалів, зірками реаліті-шоу, свіжими обличчями Голлівуду, моделями-початківцями. Всі ці люди, як правило, його друзі.

## Скандали
У 2009 році під час фотосесії з акторками Ніною Добрев, Кендис Акколою, Сарою Каннінг та Кайлою Евелл фотограф та вся компанія були заарештовані за порушення громадського порядку. Водії, що проїжджали мимо під мостом, які були не в курсі того, що все що відбувалося було лише фотосесією, переймалися безпекою красунь, які розважалися наверху. Так, на фотоапараті, вилученому поліцією, містилися фотографії, що «засвідчували» спробу трьох дівчин скинути з моста четверту.
Шилдса критикували за фотосесію із зіркою телесеріалу «Хор» («Glee») Хізер Морріс. Акторка предстала в образі жертви жорстокої поведінки з жінками — в побоях та з синцями під очима. Пізніше Шидлс приніс офіційні вибчення перед тими, хто не зрозумів його ідеї та навіть погрожував йому смертю: «Якщо Ви проти насильства в сім'ї, то поширюйте відомості про це. Погрози, адресовані мені, нічому не зарадять!» Через суперечку Шилдс виставив три фотографії с фотосесії на аукціон, а отримані гроші передав на потреби жертв домашнього насильства.

## Діяльність
Також Тайлер Шилдс є рекордсменом, якому вдалося протриматися 40 діб без сну. Щоправда, представники Книги рекордів Гінесса відмовляються офіційно визнавати цей рекорд, посилаючись не та, що це дійсність цього рекорду надто важко довести, а повторювати його — надто небезпечно.
Шилдс стверджує, що під час безсонного марафону подолав жар, гарячку, головний біль, біль очеей та втрату чутливості ніг.
За іронією долі, одним з найважчих етапів експериментів, було саме його переривання. Фотографу довелося докласти чимало зусиль, щоб заснути після того, як він нарешті досягнув своєї мети.
Однією з «фішок» Шилдса є його фотографії-послання, у яких він відображує своє світобачення або намагається закликати до чогось.
До таких послань можна віднести його фотосесію «Kills» та безперечно закликання «Зупинити Коні» («Stop Koni»).